# Łożnica (gromada)
Łożnica – dawna gromada, czyli najmniejsza jednostka podziału terytorialnego Polskiej Rzeczypospolitej Ludowej w latach 1954–1972.
Gromady, z gromadzkimi radami narodowymi (GRN) jako organami władzy najniższego stopnia na wsi, funkcjonowały od reformy reorganizującej administrację wiejską przeprowadzonej jesienią 1954 do momentu ich zniesienia z dniem 1 stycznia 1973, tym samym wypierając organizację gminną w latach 1954–1972.
Gromadę Łożnica z siedzibą GRN w Łożnicy utworzono – jako jedną z 8759 gromad na obszarze Polski – w powiecie kamieńskim w woj. szczecińskim na mocy uchwały nr V/45/54 WRN w Szczecinie z dnia 5 października 1954. W skład jednostki weszły obszary dotychczasowych gromad Babigoszcz, Budzieszewice, Dzieszkowo, Dzisna, Niewiadowo, Sobieszewo i Łożnica (bez miejscowości Świętoszewo) ze zniesionej gminy Łożnica w tymże powiecie.
13 listopada 1954  (z mocą wstecz od 1 października 1954) gromada weszła w skład nowo utworzonego powiatu goleniowskiego w tymże województwie, gdzie ustalono dla niej 10 członków gromadzkiej rady narodowej.
Gromada przetrwała do końca 1972 roku, czyli do kolejnej reformy gminnej.